# Riccardo Ferrara
Riccardo Ferrara (Reggio Calabria, 22 gennaio 2001) è un pesista italiano.

## Biografia
Nato a Reggio Calabria, inizia a praticare sport da bambino, giocando a calcio ricoprendo il ruolo di portiere, Nel 2016, convinto da un amico, si avvicina all'atletica leggera praticando il getto del peso ed il lancio del disco.
Raggiunge la finale dei tornei giovanili: 10º ai campionati europei U18 nel 2018, 9º ai campionati europei U20 nel 2019, 6º ai campionati europei U23 nel 2021 e 11º in quelli del 2023.
A causa di un infortunio alla caviglia abbandona il lancio del disco, specializzandosi nel peso. 
Nel 2025 vince la medaglia di bronzo ai Giochi mondiali universitari estivi di Bochum nel getto del peso.

## Progressione

### Getto del peso
| Stagione | Misura  | Luogo             | Data       | Rank. Mond. |
| -------- | ------- | ----------------- | ---------- | ----------- |
| 2025     | 20,73 m | Castelnovo Monti  | 8-7-2025   |             |
| 2024     | 20,98 m | Pergine Valsugana | 6-7-2024   |             |
| 2023     | 20,14 m | Savona            | 24-5-2023  |             |
| 2022     | 19,80 m | Reggio Calabria   | 24-4-2022  |             |
| 2021     | 19,80 m | Reggio Calabria   | 8-5-2021   |             |
| 2020     | 18,41 m | Reggio Calabria   | 17-10-2020 |             |
| 2019     | 16,40 m | Siderno           | 2-6-2019   |             |
| 2018     | 15,58 m | Pescara           | 8-9-2018   |             |

## Palmarès
| Anno | Manifestazione                | Sede      | Evento                | Risultato | Prestazione | Note                          |
| ---- | ----------------------------- | --------- | --------------------- | --------- | ----------- | ----------------------------- |
| 2018 | Europei U18                   | Győr      | Getto del peso (5 kg) | 10º       | 17,02 m     |                               |
| 2019 | Europei U20                   | Borås     | Getto del peso (6 kg) | 9º        | 18,43 m     |                               |
| 2021 | Europei U23                   | Tallinn   | Getto del peso        | 6º        | 18,97 m     |                               |
| 2022 | Giochi del Mediterraneo       | Orano     | Getto del peso        | 9º        | 19,18 m     |                               |
| 2022 | Camp. Mediterraneo U23        | Pescara   | Getto del peso        | Bronzo    | 18,50 m     |                               |
| 2023 | Camp. Mediterraneo U23 indoor | Valencia  | Getto del peso        | Argento   | 18,75 m     | Miglior prestazione personale |
| 2023 | Europei U23                   | Espoo     | Getto del peso        | 11º       | 18,17 m     |                               |
| 2025 | Giochi mondiali universitari  | Reno-Ruhr | Getto del peso        | Bronzo    | 19,91 m     | [ 3 ]                         |

## Campionati nazionali
- 3 volta campione nazionale promesse del getto del peso (2021, 2022, 2023)
- 2 volta campione nazionale promesse indoor del getto del peso (2022, 2023)

2017
- 5º ai campionati italiani allievi (Rieti), Getto del peso (5 kg) - 15,72 m [4]

2018
- Argento ai campionati italiani allievi indoor (Ancona), Getto del peso (5 kg) - 17,84 m [5]
- Argento ai campionati italiani allievi (Rieti), Getto del peso (5 kg) - 18,87 m [6]
- Argento ai campionati italiani allievi (Rieti), Lancio del disco (1,5 kg.) - 57,26 m [7]
- 7ª ai campionati italiani assoluti (Pescara), Getto del peso - 15,58 m [8]

2019
- Argento ai campionati italiani juniores indoor, Getto del peso (6 kg) - 17,72 m [9]
- Oro ai campionati italiani invernali juniores (Lucca), Lancio del disco (1,75 kg) - 54,83 m [10]
- Argento ai campionati italiani juniores (Rieti), Getto del peso (6 kg) - 18,78 m [11]
- Argento ai campionati italiani juniores (Rieti), Lancio del disco (1,75 kg) - 53,23 m [12]

2020
- Argento ai campionati italiani juniores indoor, Getto del peso (6 kg) - 18,93 m [13]
- 5ª ai campionati italiani assoluti indoor (Ancona), Getto del peso - 16,39 m [14]
- 6ª ai campionati italiani assoluti indoor (Padova), Getto del peso - 17,76 m [15]
- 7ª ai campionati italiani assoluti indoor (Padova), Lancio del disco - 52,02 m [16]
- Argento ai campionati italiani juniores (Grosseto), Getto del peso (6 kg) - 19,09 m [17]
- Bronzo ai campionati italiani juniores (Grosseto), Lancio del disco (1,75 kg) - 55,78 m [18]

2021
- Oro ai campionati italiani promesse (Grosseto), Getto del peso - 19,42 m
- Bronzo ai campionati italiani assoluti (Rovereto), Getto del peso - 19,22 m[19]

2022
- Oro ai campionati italiani promesse indoor (Ancona), Getto del peso - 18,38 m[20]
- 6º campionati italiani assoluti indoor (Ancona), Getto del peso - 18,66 m [21]
- Oro ai campionati italiani promesse (Firenze), Getto del peso - 19,41 m[22]
- 4º ai campionati italiani assoluti (Rieti), Getto del peso - 19,51 m[23]

2023
- Oro ai campionati italiani promesse indoor (Ancona), Getto del peso - 19,39 m[24]
- 5º ai campionati italiani assoluti indoor (Ancona), Getto del peso - 18,94 m [25]
- Oro ai campionati italiani promesse (Agropoli), Getto del peso - 18,28 m[26]
- 6º ai campionati italiani assoluti (Molfetta), Getto del peso - 18,68 m  [27]

2024
- Argento ai campionati italiani assoluti (La Spezia), Getto del peso - 20,34 m[28]

## Altre competizioni internazionali
2022
- 5º alla Coppa Europa di lanci U23 - ( Leiria), Getto del peso - 18,35 m

2023
- Bronzo Coppa Europa di lanci U23 - ( Leiria), Getto del peso - 19,00 m